# Egano Righi-Lambertini
Egano Righi-Lambertini (Casalecchio di Reno, 22 febbraio 1906 – Roma, 4 ottobre 2000) è stato un cardinale e arcivescovo cattolico italiano.

## Biografia
Nacque a Casalecchio di Reno il 22 febbraio 1906, discendente della famiglia Righi, alla quale il marchese Giovanni Lambertini, antenato di Papa Benedetto XIV e della beata Imelda Lambertini, concesse l'uso del cognome e dello stemma.
Compì i propri studi al pontificio seminario regionale di Bologna, alla Pontificia Università Gregoriana di Roma e poi all'Accademia Pontificia dei Nobili Ecclesiastici di Roma. Ordinato sacerdote il 25 maggio 1929 a Bologna, iniziò il proprio ministero pastorale nella diocesi, rimanendovi sino al 1936, per poi recarsi per ulteriori studi a Roma sino al 1939 quando divenne collaboratore del segretariato di stato vaticano. Uditore della nunziatura apostolica in Italia dal 1939 al 1949, sino al 1954 ricoprì la medesima carica nella nunziatura apostolica in Francia.
Papa Pio XII lo nominò prelato domestico di Sua Santità il 10 dicembre 1954 e subito dopo lo avviò come chargé d'affaires nelle nunziature apostoliche di Costa Rica e Venezuela, passando poi in Gran Bretagna (1954-1957) ed infine in Corea. Eletto arcivescovo titolare di Doclea e nominato nunzio apostolico in Libano dal 9 luglio 1960, venne consacrato il 28 ottobre di quello stesso anno nella basilica di San Pietro a Roma da papa Giovanni XXIII, assistito da Diego Venini, arcivescovo titolare di Adana ed elemosiniere di Sua Santità e da Benigno Carrara, vescovo di Imola.
Dal 1962 al 1965 prese parte al Concilio Vaticano II. Dal 9 dicembre 1963 divenne nunzio apostolico in Cile, poi nunzio apostolico in Italia (8 luglio 1967), in Francia (23 aprile 1969) e poi inviato speciale con funzioni di osservatore permanente al Consiglio Europeo a Strasburgo dal 1974 al 1979.
Papa Giovanni Paolo II lo elevò al rango di cardinale nel concistoro del 30 giugno 1979, ricevendo in quella stessa data il titolo diaconale di San Giovanni Bosco in Via Tuscolana. Il 26 novembre 1990 divenne cardinale presbitero di Santa Maria in Via.
Morì il 4 ottobre 2000 all'età di 94 anni.
Le esequie si sono tenute venerdì 6 ottobre alle ore 10.00 all'Altare della Cattedra della Basilica di San Pietro. La Liturgia esequiale è stata presieduta dal Santo Padre Giovanni Paolo II il quale pure tenne un'omelia al cardinale scomparso. La salma del cardinale venne successivamente sepolta nel cimitero di Casalecchio di Reno.

## Genealogia episcopale
La genealogia episcopale è:
- Cardinale Scipione Rebiba
- Cardinale Giulio Antonio Santori
- Cardinale Girolamo Bernerio, O.P.
- Arcivescovo Galeazzo Sanvitale
- Cardinale Ludovico Ludovisi
- Cardinale Luigi Caetani
- Cardinale Ulderico Carpegna
- Cardinale Paluzzo Paluzzi Altieri degli Albertoni
- Papa Benedetto XIII
- Papa Benedetto XIV
- Papa Clemente XIII
- Cardinale Bernardino Giraud
- Cardinale Alessandro Mattei
- Cardinale Pietro Francesco Galleffi
- Cardinale Filippo de Angelis
- Cardinale Amilcare Malagola
- Cardinale Giovanni Tacci Porcelli
- Papa Giovanni XXIII
- Cardinale Egano Righi-Lambertini